# Apomarsupella crystallocaulon
Apomarsupella crystallocaulon är en bladmossart som först beskrevs av Riclef Grolle, och fick sitt nu gällande namn av Vána. Apomarsupella crystallocaulon ingår i släktet Apomarsupella och familjen Gymnomitriaceae. Inga underarter finns listade i Catalogue of Life.